# Phalaenopsis robinsonii
Phalaenopsis robinsonii (возможные русские названия: фаленопсис Робинсона или фаленопсис робинсонии) — эпифитное трявянистое растение семейства Орхидные, или Ятрышниковые (Orchidaceae).
Вид не имеет устоявшегося русского названия, в русскоязычных источниках обычно используется научное название Phalaenopsis robinsonii.

## Синонимы
- Polychilos robinsonii  Shim (1982)

## История описания иэтимология
Растение обнаружил ботаник С. Б. Робинсон в 1913 году. Описал Дж. Дж. Смит по единственному гербарному образцу в 1917 году. 
 Растение названо в честь первооткрывателя.

## Биологическое описание
Моноподиальный эпифит средних размеров.

Стебель короткий, скрыт основаниями 4-5 листьев.
Корни гладкие, толстые, хорошо развитые. 

Листья толстые, овально-продолговатые, заостренные на концах, длиной более 30 см, шириной 5,5 см.

Цветонос простой, наклоненный, длиной до 30 см.

Цветы восковые, диаметром около 3 см. Лепестки слегка наклонные, эллиптические, заостренные, белые с сиреневыми или фиолетовыми пятнами.

## Ареал, экологические особенности
Остров Амбон (Индонезия).

Относится к числу охраняемых видов (второе приложение CITES). 
Существует ли этот вид в настоящее время, не известно.